# Mamme nella Rete
Mammenellarete.it è la social tv dedicata al mondo della maternità. Nasce nell'ottobre del 2007 con l'intento di aggregare l'intera blogosfera delle madri in un unico spazio informativo e di confronto grazie a strumenti come il blog, il forum e, soprattutto, la video community.  
Nel 2008 i video-racconti dei suoi utenti danno vita a “Mamme nella rete”, programma televisivo user generated dedicato alle madri. 
Mamme nella rete si avvale delle competenze sviluppate da The Blog TV,  Media Company specializzata nella realizzazione di Social TV e progetti partecipativi e nella produzione di format TV, campagne pubblicitarie e contest user generated.

## Nascita e sviluppo
Nell'ottobre del 2007 nasce il blog di mamme nella rete, spazio d'informazione e intrattenimento per tutte le madri online.
Nel marzo del 2008 viene lanciata la prima versione della video community, vero e proprio YouTube delle madri, dove, oltre ai contenuti offerti dalla redazione come le video consulenze degli esperti, vengono caricati i video riguardanti ogni aspetto della maternità (attesa, parto, nascita, allattamento, tempo libero, ecc) dalle madri stesse, membri della community.
Nell'aprile del 2009 va in onda su Discovery Real Time (Sky, 118) la prima edizione di mamme nella rete, docu-reality user generated realizzato dalle madri in attesa. Tutte le storie che compongono le varie puntate nascono dalla selezione dei video presenti sulla community di mamme nella rete.
Nel gennaio del 2009 viene lanciata la nuova versione della video community, completamente rinnovata nelle funzionalità e nel look. Tra le novità più rilevanti, la nascita del forum, la wiTV, il canale dedicato ai padri e la rinnovata linea editoriale del blog, che si impone come punto di riferimento informativo a 360° per tutte le madri.
Nell'aprile del 2009 è in onda la seconda edizione di mamme nella rete in tv. Stessa formula della prima edizione. Ogni domenica su Discovery Real Time (Sky, canale 118).

## Il programma tv
Mamme nella rete, in onda su Discovery Real Time, è il primo programma TV user generated dedicato alla maternità nell'era del web 2.0. Protagoniste delle varie storie sono le stesse madri, quattro per ogni episodio, che raccontano la vita familiare attraverso i loro video amatoriali, arricchiti dalle video consulenze di vari esperti. Mamme nella rete è infatti realizzato “interamente” grazie ai filmati delle madri iscritte alla community.